# BD+
BD+ ist ein Teil des digitalen Rechteverwaltungssystems der Blu-ray Disc. Es wurde von der US-amerikanischen Firma Cryptography Research Inc. entwickelt und basiert auf deren Konzept des SPDC (Self-Protecting Digital Content, deutsch: Sich selbst schützender digitaler Inhalt). BD+ spielte eine wichtige Rolle in dem Formatkrieg zwischen der HD DVD und der Blu-ray Disc. Viele Filmstudios gaben BD+ als den Grund an, warum sie die Blu-ray Disc der HD DVD vorzogen.
Am 19. November 2007 kündigte Macrovision an, die BD+-Technologie (inklusive Patenten und Software) für 45 Millionen US-Dollar Cryptography Research Inc. abzukaufen.

## Fähigkeiten
BD+ ist eine kleine virtuelle Maschine, die in lizenzkonformen Blu-ray-Abspielgeräten vorhanden ist. Sie erlaubt Inhalteanbietern Programme auszuführen, die
- den Blu-ray-Player darauf überprüfen, ob die Soft- oder Firmware verändert wurde. Jeder von der BDA lizenzierte Soft- oder Hardwareplayer muss einen Erkennungsschlüssel bereitstellen, damit die BDSVM (Blu-Ray Disc Secure Virtual Machine) die Streamdateien entschlüsselt.
- sicherstellen können, dass die Schlüssel des Players nicht verändert wurden.
- systemeigenen Programmcode ausführen können, um Lücken in einem möglicherweise unsicheren System zu schließen.
- die Streamdateien entschlüsseln. Die M2TS-Dateien sind mit einem Algorithmus verschlüsselt, den nur die BDSVM kennt. Wenn die BDSVM nicht ausgeführt wird oder die Ausführung verweigert, können die Streamdateien nicht abgespielt werden.

## Umgehung
Das Programm AnyDVD HD des in der Karibik ansässigen Softwareherstellers SlySoft, welches Kopierschutzmaßnahmen von Musik- und Filmdatenträgern (Musik-CDs, Video-DVDs, HD DVDs und Blu-ray Discs) entfernt, unterstützt seit dem 19. März 2008 (Version 6.4.0.0) die Entfernung des BD+-Kopierschutzes. Anschließend können die Dateien prinzipiell auch unter freien Betriebssystemen wie z. B. Linux wiedergegeben werden. Zudem besteht die Möglichkeit, sie in andere Formate umzuwandeln und so beispielsweise auf einem tragbaren Videoplayer abzuspielen. AnyDVD HD ist jedoch derzeit nur für Microsoft Windows verfügbar.
Für den Hersteller ist es möglich, den Kopierschutz so zu modifizieren, dass er nicht mehr von derselben Version von AnyDVD HD umgangen werden kann. Es läuft also, wie bei allen bisherigen Kopierschutzmechanismen, auf ein Katz-und-Maus-Spiel zwischen Herstellern und Crackern hinaus. Eine spätere modifizierte Version von BD+, die im letzten Drittel des Jahres 2008 auftauchte, konnte erst mit der Ende Dezember 2008 erschienenen Version 6.5.0.2 ausgehebelt werden.
Am 28. Oktober 2008 wurde in dem einschlägigen Internetforum Doom9 bekanntgegeben, auch unter Linux den Film The Day After Tomorrow mittels einer Eigenimplementierung der BD+-VM decodieren zu können. Eine für den Großteil der mit BD+ geschützten Blu-ray-Veröffentlichungen funktionierende, freie und betriebssystemunabhängige BD+-Implementation existiert jedoch noch nicht.
Im August 2009 kündigte der Hersteller der Programmsammlung DVDFab an, zukünftig ebenfalls die Umgehung des BD+-Kopierschutzes in seine Produkte zu integrieren. Eine erste Version mit BD+-Unterstützung wurde jedoch erst am 6. November 2009 veröffentlicht. Wie AnyDVD HD ist DVDFab kommerziell und nur für Microsoft Windows verfügbar.
Am 23. Mai 2010 veröffentlichte Aunsoft Version 1.0 ihrer Software Blu-ray Ripper, die ebenfalls den Kopierschutz BD+ umgehen kann.